# Communauté de communes du canton de Fruges et environs
La communauté de communes du canton de Fruges et environs est une ancienne communauté de communes française, située dans le département du Pas-de-Calais et la région Nord-Pas-de-Calais, arrondissement de Montreuil.

## Histoire
Elle fusionne avec la communauté de communes du canton d'Hucqueliers et environs pour former la communauté de communes du Haut Pays du Montreuillois au 1er janvier 2017.

## Territoire communautaire

### Composition
La  communauté de communes était composée des communes suivantes :
| Nom               | Code Insee | Gentilé         | Superficie (km2) | Population (dernière pop. légale) | Densité (hab./km2) |
| ----------------- | ---------- | --------------- | ---------------- | --------------------------------- | ------------------ |
| Ambricourt        | 62026      | Ambricourtois   | 3,39             | 124 (2014)                        | 37                 |
| Avondance         | 62066      | Avondançois     | 2,19             | 41 (2014)                         | 19                 |
| Canlers           | 62209      | Canlersois      | 3,62             | 168 (2014)                        | 46                 |
| Coupelle-Neuve    | 62246      | Coupellois      | 4,54             | 171 (2014)                        | 38                 |
| Coupelle-Vieille  | 62247      | Coupellois      | 14,69            | 621 (2014)                        | 42                 |
| Crépy             | 62256      | Crépynois       | 6,91             | 151 (2014)                        | 22                 |
| Créquy            | 62257      | Créquinois      | 20,40            | 481 (2014)                        | 24                 |
| Embry             | 62293      | Embryens        | 11,69            | 253 (2014)                        | 22                 |
| Fressin           | 62359      | Fressinois      | 17,17            | 553 (2014)                        | 32                 |
| Fruges            | 62364      | Frugeois        | 18,90            | 2 413 (2014)                      | 128                |
| Hézecques         | 62453      | Hézecquois      | 4,93             | 118 (2014)                        | 24                 |
| Lebiez            | 62492      | Lebiézois       | 9,57             | 252 (2014)                        | 26                 |
| Lugy              | 62533      | Lugyois         | 2,83             | 142 (2014)                        | 50                 |
| Matringhem        | 62562      | Matringhemois   | 4,47             | 194 (2014)                        | 43                 |
| Mencas            | 62565      | Menkenkois      | 2,02             | 75 (2014)                         | 37                 |
| Planques          | 62659      | Planquois       | 6,18             | 92 (2014)                         | 15                 |
| Radinghem         | 62685      | Radinghemois    | 4,93             | 287 (2014)                        | 58                 |
| Rimboval          | 62710      | Rimbovalois     | 7,07             | 146 (2014)                        | 21                 |
| Royon             | 62725      | Royonnais       | 7,49             | 130 (2014)                        | 17                 |
| Ruisseauville     | 62726      | Ruisseauvillois | 3,89             | 189 (2014)                        | 49                 |
| Sains-lès-Fressin | 62738      | Sainsinois      | 6,71             | 168 (2014)                        | 25                 |
| Senlis            | 62790      | Senlissois      | 4,90             | 165 (2014)                        | 34                 |
| Torcy             | 62823      | Torcyens        | 5,27             | 161 (2014)                        | 31                 |
| Verchin           | 62843      | Verchinois      | 10,68            | 240 (2014)                        | 22                 |
| Vincly            | 62862      | Venciliens      | 4,60             | 151 (2014)                        | 33                 |

## Administration

### Siège
Le siège de la communauté de communes est 15 rue du marais  62310 Fruges

### Élus
La communauté d'agglomération est administrée par son Conseil communautaire, composé de conseillers municipaux représentant les 25 communes membres.
Le Conseil communautaire d'avril 2014 a réélu son président, Jean-Jacques Hilmoine, ancien maire de Fruges, ainsi  que ses 9 vice-présidents pour le mandat 2014-2020 (contre 10 jusqu'à présent).
Il s'agit :
1. Patrick Cornu, maire de Torcy ;
2. Jean-Marie Lubret ; maire de Fruges;
3. André Nourry, maire d'Ambricourt ;
4. Frédéric Bailly maire de Senlis  ;
5. Claude Vergeot, nouveau maire de Fressin ;
6. Mickaël Baheux, maire de Radinghem
7. Nicolas Pichonnier, nouveau maire de Rimboval ;
8. Bernard Duquesne, maire d'Hézecques ;
9. Serge Pouthé, maire de Ruisseauville[3].

### Présidents
| Période | Période                        | Identité              | Étiquette | Qualité                                                       |
| ------- | ------------------------------ | --------------------- | --------- | ------------------------------------------------------------- |
| 2001    | En cours (au 20 novembre 2014) | Jean-Jacques Hilmoine |           | Maire de Fruges (2001 → 2014) Réélu pour le mandat 2014-2020, |

### Régime fiscal
La communauté de communes est financée par la Fiscalité Professionnelle Unique (F.P.U.).

## Projets et réalisations

### Urbanisme
La communauté de communes a approuvé en mai 2014 son plan local d'urbanisme (PLU) intercommunal, dossier engagé depuis une dizaine d'années, et qui organise désormais l’aménagement et le développement du territoire pour une à deux décennies.